# Énergie en Bulgarie
Le secteur de l'énergie en Bulgarie, comme celui de presque tous les pays européens, est dominé par l'utilisation de combustibles fossiles importés.
Le seul combustible produit dans le pays est le lignite, qui en 2017 couvrait 93 % de la consommation de charbon du pays et représentait 48,3 % de la production d'énergie primaire du pays ; 90 % ont été consacrées à la production d'électricité.
La production d'électricité fait appel en 2021 aux combustibles fossiles pour 43,1 % (charbon : 35,9 %, gaz naturel : 6,4 %, pétrole : 0,8 %), au nucléaire pour 34,1 % et aux énergies renouvelables pour 22,2 % (hydroélectricité : 10,7 %, biomasse : 5,4 %, solaire : 3,1 %, éolien : 3,0 %).
Les émissions de CO2 liées à l'énergie par habitant étaient en 2017 supérieures de 38 % de plus que la moyenne mondiale et de 33 % à celle de la France.

## Production de combustibles fossiles
La production de charbon de la Bulgarie s'élève à 0,2 EJ en 2019, au 7e rang européen, en baisse de 7,6 % en 2019 mais à peu près stable depuis 2009. Les réserves sont estimées à 2 366 Mt fin 2019, dont 2 174 Mt de lignite et de charbon sub-bitumineux, soit 153 années de production au rythme de 2019.
En 2017, la Bulgarie a produit 5,69 Mtep de charbon, qui ont couvert 93 % de la consommation de charbon du pays et représentaient 48,3 % de la production d'énergie primaire du pays, contre 34,6 % provenant du nucléaire et 16 % des énergies renouvelables (biomasse : 11,3 %, hydraulique : 2,1 %, éolien et solaire : 2,6 %).

## Importation et consommation de combustibles fossiles
La Bulgarie a importé 13,35 Mtep en 2017, dont 7,28 Mtep de pétrole brut, 2,34 Mtep de produits pétroliers, 2,72 Mtep de gaz naturel et 0,58 Mtep de charbon. Elle a réexporté 5,83 Mtep, dont 4,89 Mtep de produits pétroliers. Son solde importateur de 7,52 Mtep couvre 40 % de sa consommation intérieure d'énergie primaire.
Plus de 95 % du gaz et 80 % du pétrole consommés dans le pays sont fournis par la Russie., et la seule raffinerie du pays appartient au géant russe Loukoil.
La production de charbon est en quasi-totalité constituée de lignite : 5,67 Mt en 2017, dont 4,98 Mt (90 %) ont été consacrées à la production d'électricité et 0,16 Mt (3 %) à la cogénération.
La consommation finale du pays s'est élevée à 10,15 Mtep en 2017, dont 32,9 % pour les transports, 26,9 % pour l'industrie, 22,8 % pour le secteur résidentiel et 11 % pour le secteur tertiaire ; cette consommation finale d'énergie se répartit en 35 % de produits pétroliers (surtout pour les transports : 81,6 %), 16 % de gaz naturel, 4 % de charbon, 25,3 % d'électricité, 12,5 % de biomasse et déchets et 6,5 % de chaleur de réseau.
La majeure partie du système énergétique bulgare appartient à l'entreprise publique Bulgarian Energy Holding (BEH), dont les filiales exploitent la centrale nucléaire, la principale centrale au lignite, les mines de lignite, les centrales hydroélectriques, le réseau électrique et le réseau de gaz, etc. Elle contrôlait 59 % de la production d'électricité en 2015.

## Secteur électrique
L'électricité représentait 25,3 % de la consommation finale d'énergie en 2017.
Les centrales bulgares ont produit 47,57 TWh en 2021, dont 43,1 % à partir de combustibles fossiles (charbon : 35,9 %, gaz naturel : 6,4 %, pétrole : 0,8 %), 34,7 % à partir de l'énergie nucléaire et 22,2 % à partir d'énergies renouvelables (hydroélectricité : 10,7 %, biomasse : 5,4 %, solaire : 3,1 %, éolien : 3,0 %).
La Bulgarie a importé 1,86 TWh et exporté 10,64 TWh en 2021 ; son solde exportateur représente 18,5 % de sa production d'électricité.
Comme partout en Europe, le réseau fonctionne à une fréquence de 50 Hz et la tension domestique est 220 V. 

### Centrales thermiques à flamme

Centrales thermiques fossiles bulgares
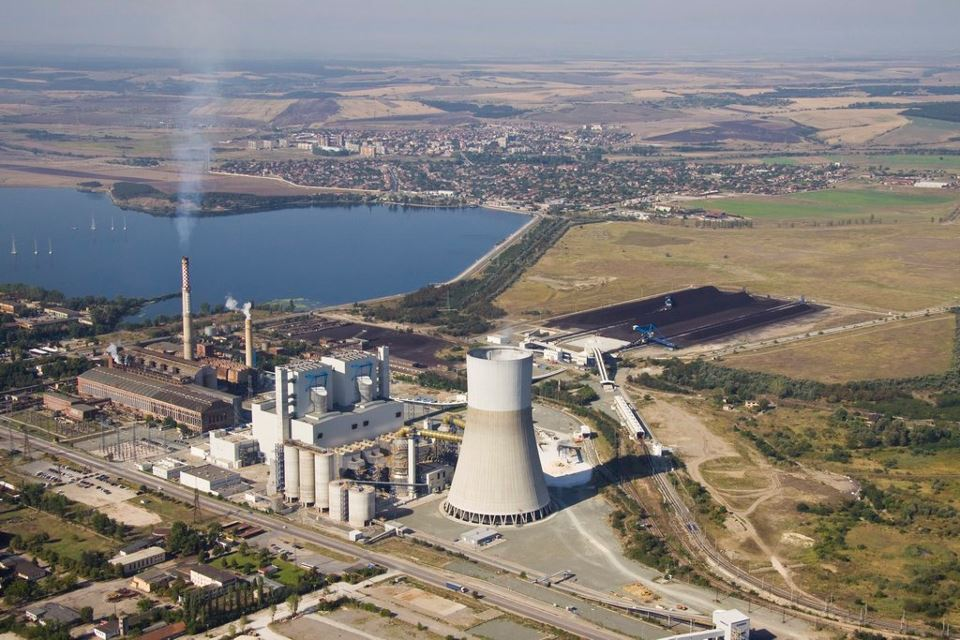
Centrale à lignite Maritsa Iztok-1 (TPS AES Galabovo), 2012.
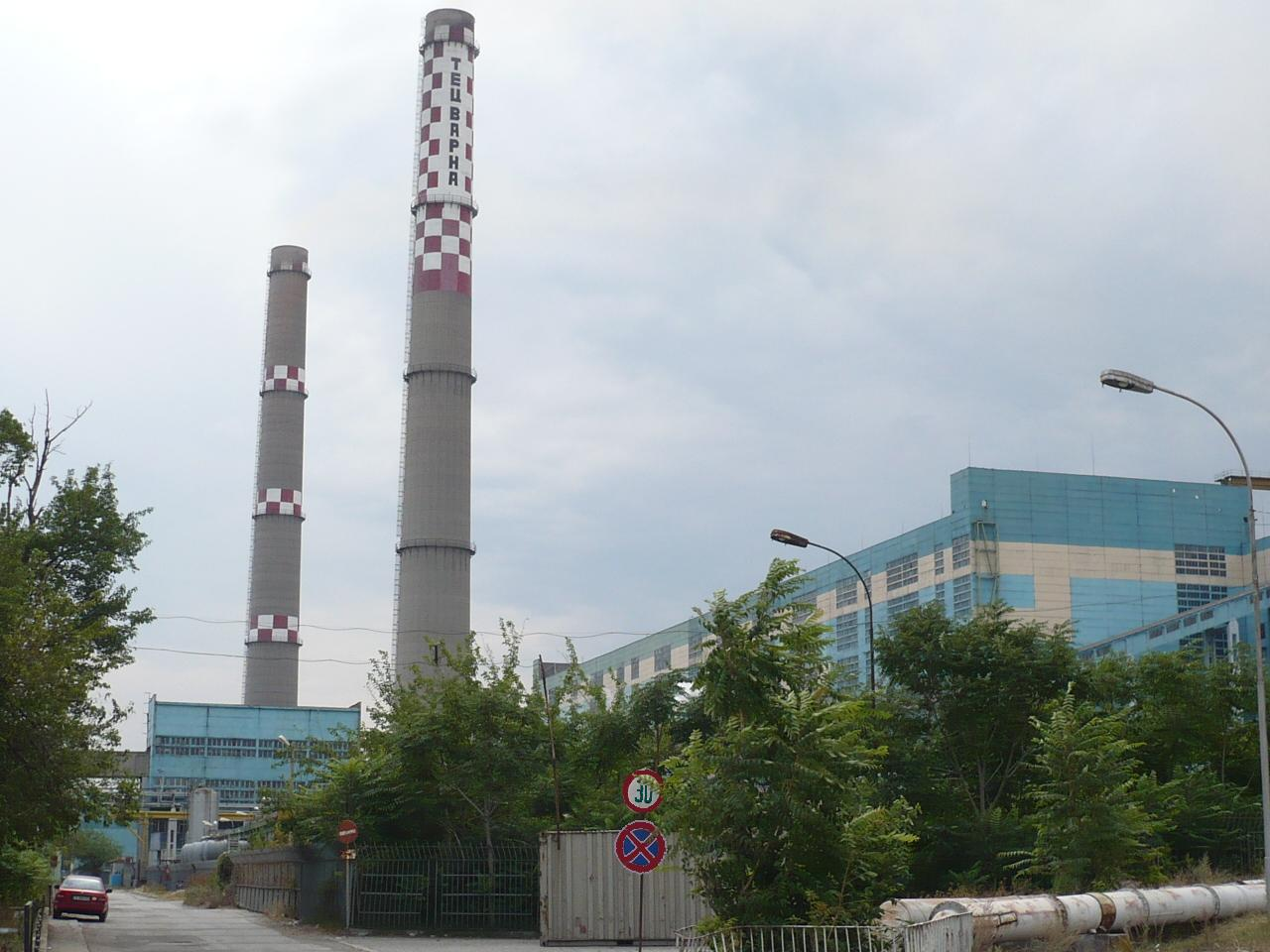
Centrale à charbon de Varna (1260 MW), 2007.
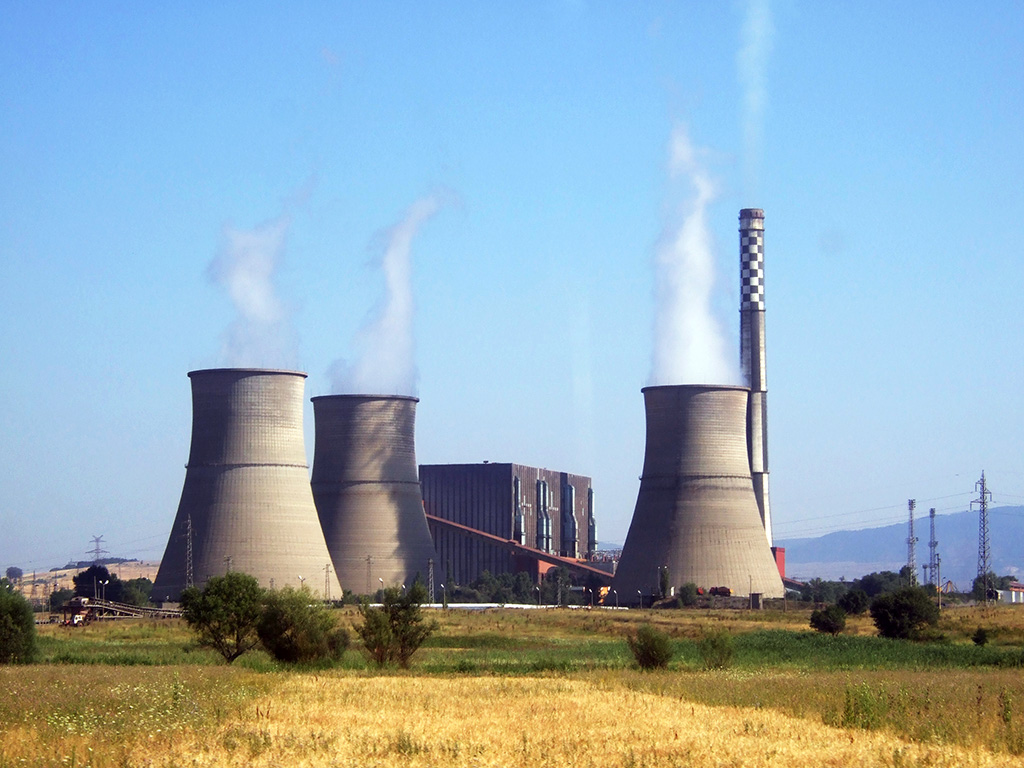
Centrale à lignite de Bobov Dol, 2007.
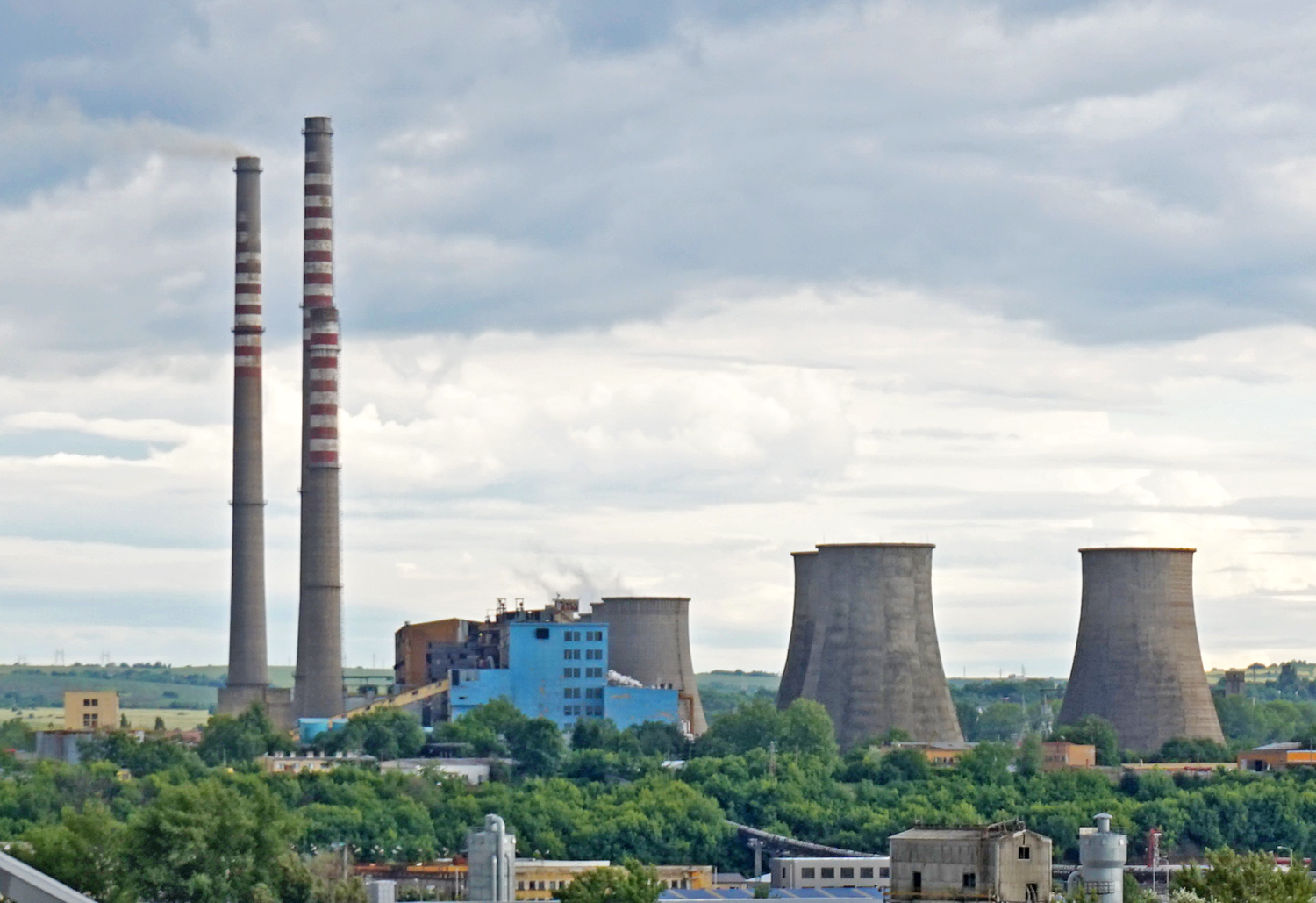
Centrale à lignite de Roussé, 2016.

Le complexe de Maritsa Iztok comprend trois centrales au lignite. Il est situé dans un vaste bassin minier de lignite, dans l'oblast de Stara Zagora.
La centrale Maritsa Iztok-1 (TPS AES Galabovo) a été reconstruite près de Galabovo de 2006 à 2011 par AES Corporation, avec deux unités de 335 MW chacune.
La centrale Maritsa Iztok-2, appartenant à l'entreprise publique Bulgarian Energy Holding, compte huit unités d'une puissance totale de 1 465 MW. Elle a été classée en 2014 par l'Agence européenne de l'environnement au 1er rang européen des installations industrielles causant les préjudices les plus élevés à la santé et à l'environnement.
La centrale Maritsa Iztok-3 a une puissance installée de 900 MW (4 unités de 225 MW).
La centrale à charbon de Varna a une puissance installée de 1 260 MW (6 unités de 210 MW) ; elle brûle de l'anthracite importée d'Ukraine via le port voisin.
La centrale de Bobov Dol (630 MW) brûle le lignite de la mine voisine, dans la province de Kyoustendil.
La centrale de Ruse Iztok (400 MW) se situe près de la ville de Roussé.

### Centrales nucléaires

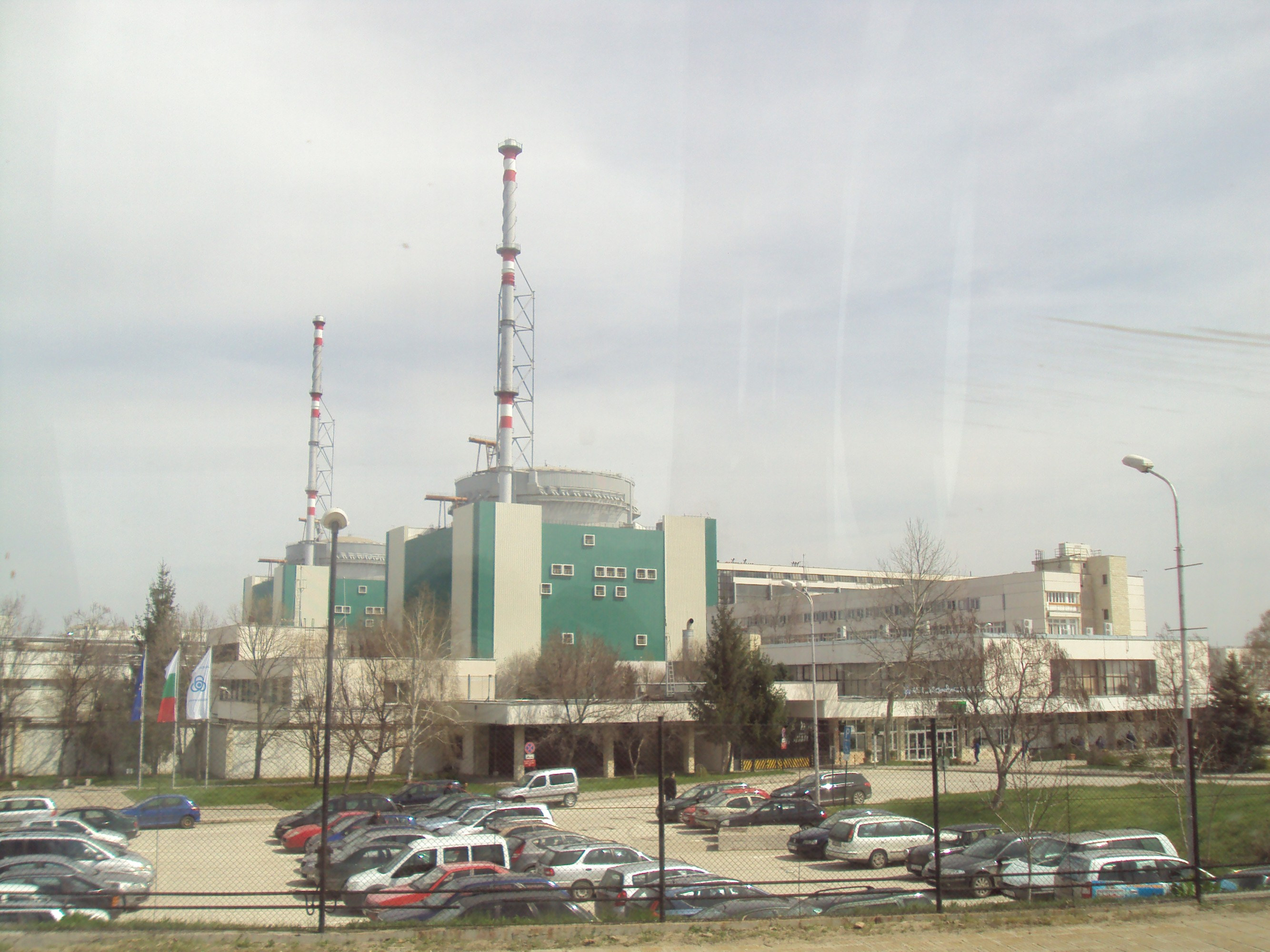
Centrale nucléaire de Kozlodouy, 2013.

Au 10 août 2020, la Bulgarie exploite deux réacteurs nucléaires de type VVER, totalisant 2 006 MW de puissance installée (1 003 MW chacun), dans la centrale nucléaire de Kozlodouy ; ils ont produit 16 TWh en 2019, soit 37,5 % de la production d'électricité du pays. Les 4 premiers réacteurs de la centrale (408 MW chacun), mis en service entre 1974 et 1982, ont été fermés définitivement entre 2002 et 2006 ; le réacteur Kozlodouy-5 a été connecté au réseau en 1987 et Kozlodouy-6 en 1991, ce qui la place au 4e rang en nombre de réacteurs en service, au 4e rang en puissance installée. Kozlodouy-5 a obtenu en 2017 une autorisation de dix ans de fonctionnement supplémentaire, et Kozlodouy-6 en octobre 2019, après avoir passé avec succès les tests de résistance menés par les sociétés russe Rosatom et française EDF.
Le projet de centrale nucléaire de Béléné a été lancé une première fois en 1981 ; les travaux ont commencé en 1987, mais ils ont été arrêtés en 1990. Le projet est relancé en 2002, puis abandonné en 2012. En mai 2019, le pays a lancé un appel à projets pour relancer la construction d’une deuxième centrale nucléaire à Béléné, à l’ouest de Kozlodoui, devant accueillir deux réacteurs russes VVER-1000/V-466 (1 000 MW). Sept groupes, dont le chinois CNNC, le russe Rosatom et le sud-coréen KHNP ont déposé des offres,.
En octobre 2020, le gouvernement bulgare a annoncé une étude portant sur la possibilité de construire un réacteur de 1 000 MW basé sur les technologies américaines à Kozlodouy, tout en relançant le processus de recherche de financement pour le projet de Béléné. Trois technologies ont été approuvées par l’Évaluation de l’impact environnemental (EIA) du projet : l’AP1000 de Westinghouse et deux technologies russes. Un rapport d'experts a conclu le 19 janvier que les équipements russes déjà achetés pour Béléné peuvent être réutilisés pour la construction de la nouvelle unité de Kozlodouy. Le 20 janvier 2021, le Conseil des ministres bulgare a approuvé le plan d’extension de la centrale de Kozlodouy présenté par le ministre de l’Énergie. Le gouvernement bulgare étudie une autre option : la construction de petits réacteurs modulaires (SMR) de NuScale ; le 17 février 2021, NuScale et la compagnie bulgare responsable de la construction de nouvelles capacités sur le site de Kozlodouy ont signé un mémorandum d’entente (MoU) afin d’étudier la pertinence de SMR sur le site. Par ailleurs, un accord concernant la certification du combustible pour VVER-100 produit par Westhinghouse a été signé début février 2021,,.
En janvier 2023, le Parlement bulgare a entériné le choix de Westinghouse pour la construction de 2 AP1000 à Kozloduy. Le contrat d’ingénierie a été signé le 4 novembre 2024. Le chantier sera réalisé par le sud-coréen Hyundai Engineering & Construction. La mise en service des deux unités est prévue en 2035 et 2037.

### Énergies renouvelables

#### Hydroélectricité

Centrales hydroélectriques bulgares
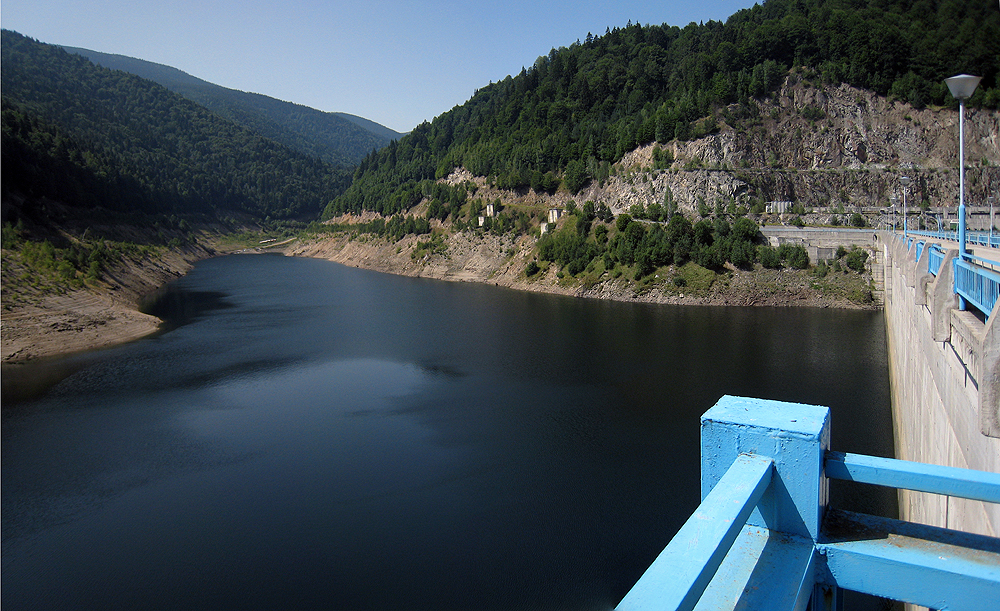
Centrale de pompage-turbinage de Chaira (864 MW), 2007.
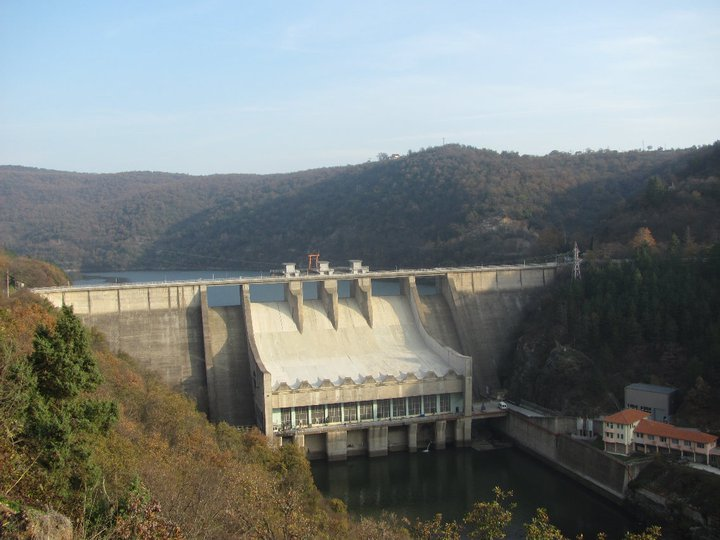
Centrale d'Ivaylovgrad (104 MW), 2010.
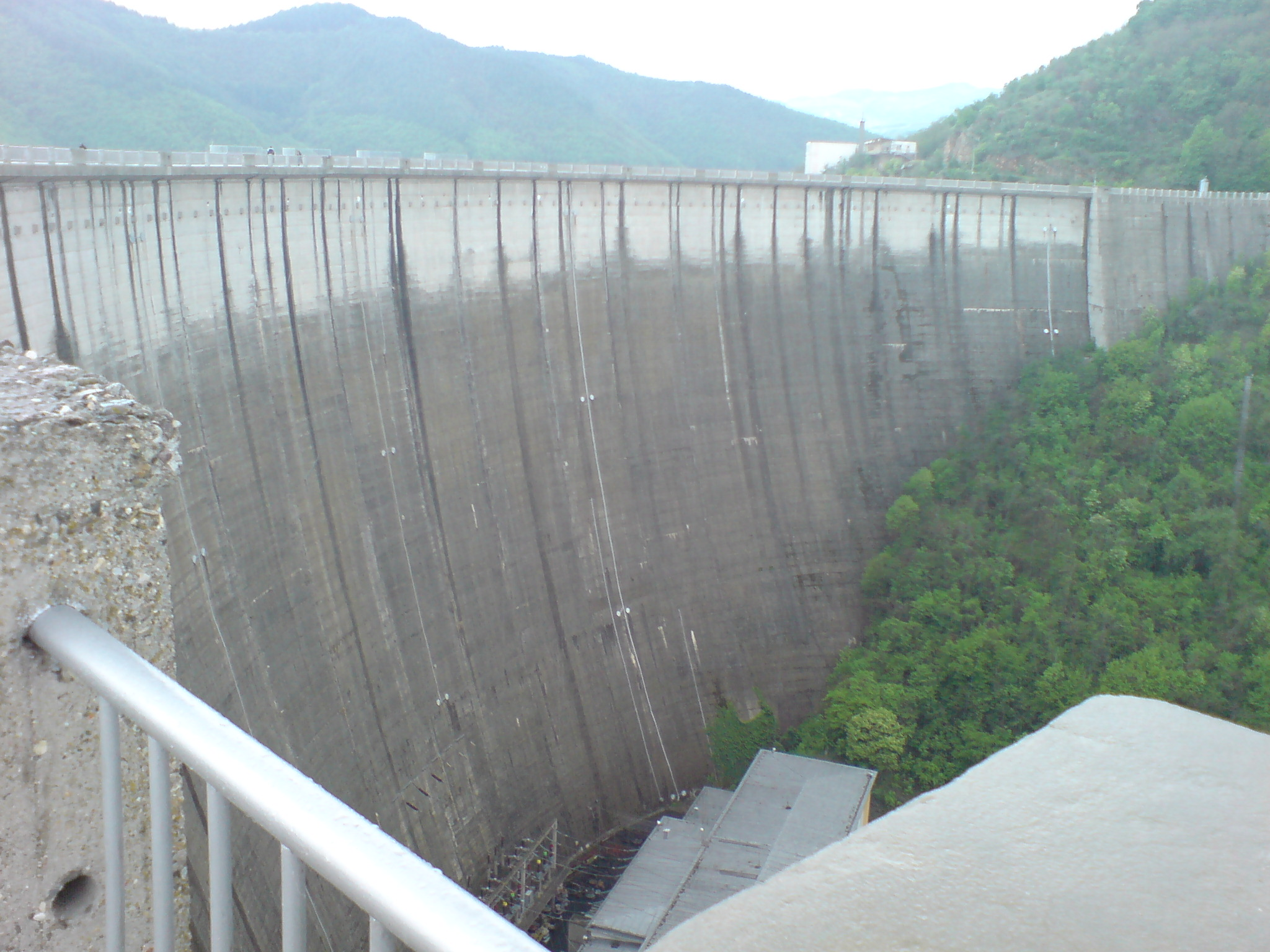
Barrage de Kardzhali (108 MW), 2009.

La production hydroélectrique de la Bulgarie s'est élevée à 3,4 TWh en 2019. La puissance installée des centrales hydroélectriques du pays atteignait 3 129 MW à la fin de 2019 (16e rang européen), dont 1 404 MW de pompage-turbinage.
La Bulgarie se classe au 16e rang européen par sa puissance installée hydroélectrique : 3 129 MW, dont 1 404 MW de pompage-turbinage ; sa production hydroélectrique s'est élevée à 3,4 TWh en 2019.

#### Énergie éolienne

Parcs éoliens bulgares
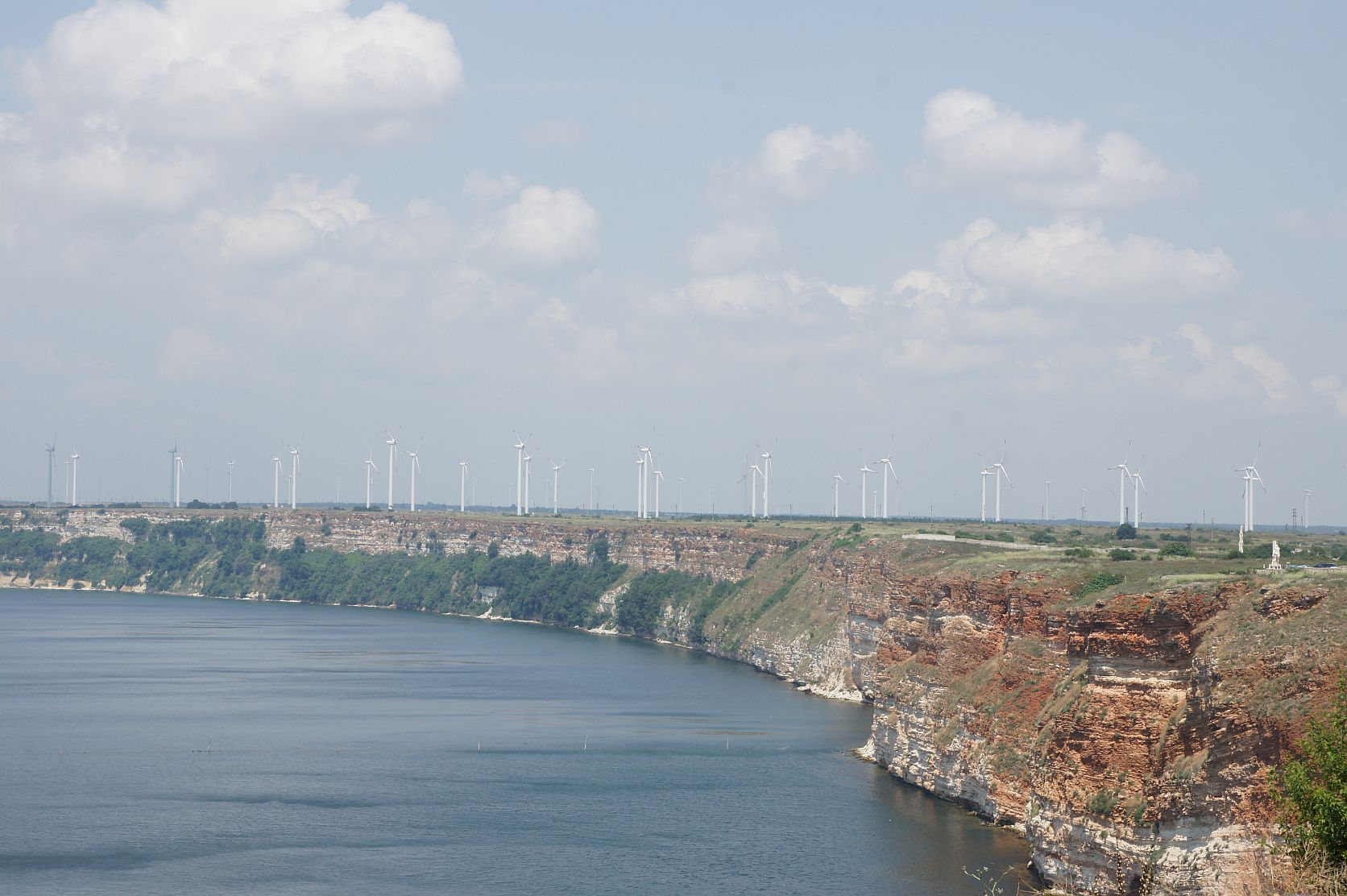
Parc éolien près du cap de Kaliakra (156 MW), 2010.
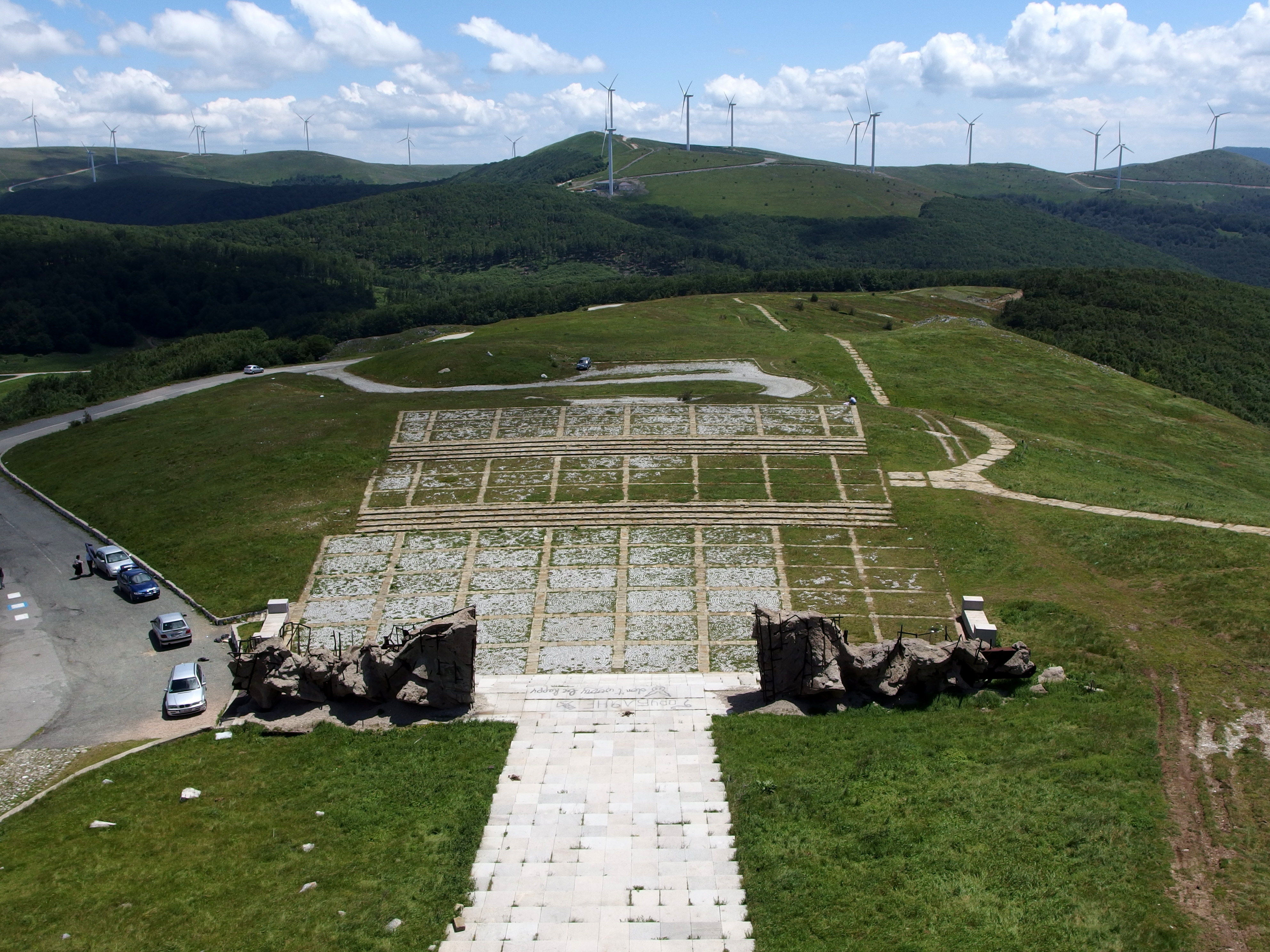
Parc éolien de Buzludzha, 2014.

Selon EurObserv'ER, la production éolienne de la Bulgarie s'élève à 1 550 GWh en 2023, en hausse de 3,4 % par rapport à 2022, soit 0,3 % de la production éolienne de l'Union européenne (UE), au 18e rang des producteurs éoliens de l'UE.
La Bulgarie n'ayant installé aucune éolienne en 2023, sa puissance installée éolienne reste à 702,1 MW fin 2023. Elle se classe au 18e rang de l'Union européenne (UE) avec 0,3 % du total de l'UE. Sa puissance installée par habitant s'élève en 2023 à 108,9 W, inférieure de 78 % à la moyenne de l'UE (487 W), loin derrière la Grèce (502,4 W) et la France (328,4 W).
En 2021, l'éolien bulgare a produit 1 433 GWh, soit 3,0 % de la production d'électricité du pays.
En 2019, la Bulgarie a produit 1,4 TWh d'électricité éolienne, au 19e rang européen avec 0,3 % de la production totale de l'Union européenne. La puissance installée des parcs éoliens bulgares atteignait 699 MW fin 2019.

#### Énergie solaire

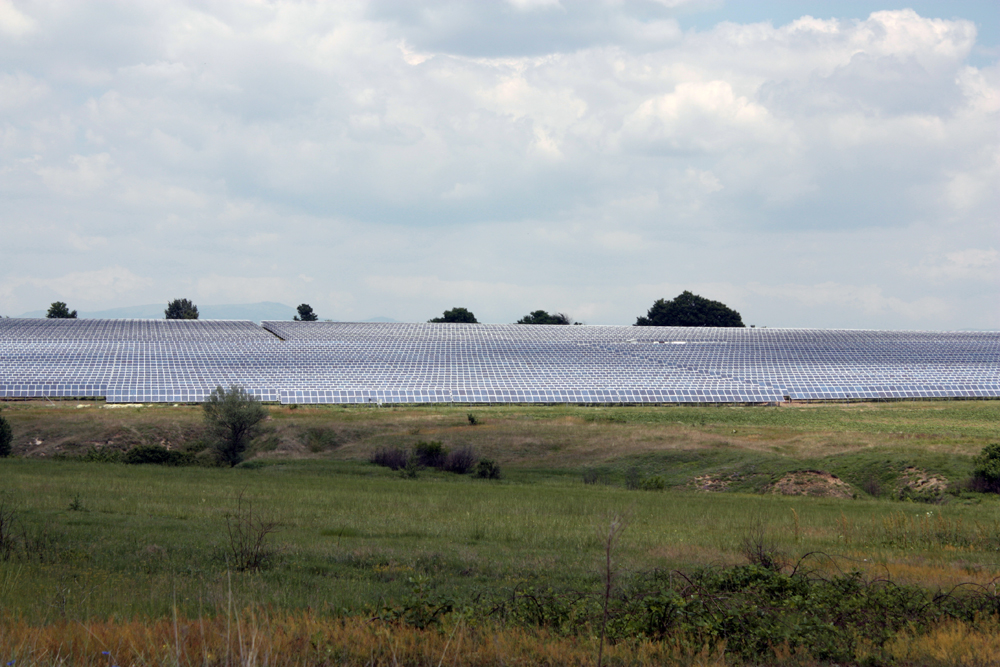
Centrale photovoltaïque de Gelemenovo, 2011.

La production photovoltaïque de la Bulgarie atteignait 1,4 TWh (estimation) en 2019 contre 1,34 TWh en 2018 ; la Bulgarie se situe en 2019 au 12e rang européen des producteurs d'électricité photovoltaïque avec 1,1 % du total européen, loin derrière l'Allemagne (47,5 TWh) et l'Italie (23,7 TWh). La Bulgarie n'a installé que 32,3 MWc en 2019 ; sa puissance installée cumulée atteint 1 065 MWc fin 2019, au 15e rang européen.

## Émissions deCO2
Les émissions de CO2 en Bulgarie liées à l'énergie s'élevaient à 42,8 Mt en 2017 ; les émissions par habitant étaient de 6,05 t/hab, soit 38 % de plus que la moyenne mondiale : 4,37 t/hab et 33 % de plus qu'en France : 4,56 t/hab.